# Chandrika Kumaratunga
Chandrika Kumaratunga, née le 29 juin 1945 (en singhalais : චන්ද්‍රිකා බණ්ඩාරනායක කුමාරතුංග  ; en tamoul : சந்திரிகா பண்டாரநாயக்க குமாரதுங்க),  est une femme d'État sri-lankaise. Elle est Première ministre du 19 août au 12 novembre 1994, puis présidente de la république du 12 novembre 1994 au 19 novembre 2005. 
Elle est la fille de Solomon Bandaranaike, ancien Premier ministre assassiné en 1959, et de Sirimavo Bandaranaike, Première ministre un an plus tard.
Chandrika Bandaranaike épouse l'homme politique et acteur Vijaya Kumaratunga, assassiné en 1988. Le 18 décembre 1999, elle est elle-même victime d'une tentative d'assassinat perpétrée par les Tigres tamouls lors d'un rassemblement à l'hôtel de ville de Colombo. Elle y perd l'œil droit.

## Biographie

### Éducation
Chandrika Kumaratunga fait ses études au collège Saint Bridget’s Convent de Colombo, au Sri Lanka, puis à l'Aquinas University College de Colombo, et aux Instituts d'études politiques de Paris et d'Aix-en-Provence.  Elle prépare alors un doctorat en développement économique à l'École pratique des hautes études de Paris (1968-1970). Rentrée au Sri Lanka en 1972 elle ne s'engage pas immédiatement dans l'action politique mais assume des responsabilités au sein de l'administration. Elle est directrice de la Land Reforms Commission (1972-1976), puis présidente de la Janawasa Commission (1976-1977), chargée de la mise en place de fermes collectives. De 1976 à 1979, elle est également membre d'un groupe d'experts de la FAO.
Pendant son séjour en France, elle s'initie au journalisme politique en écrivant pour Le Monde. De retour au Sri Lanka, elle dirige le quotidien Dinakara Sinhala de 1977 à 1985.

### Vie privée
Chandrika épouse la star de cinéma et l'homme politique Vijaya Kumaratunga en 1978, mais il est assassiné dix ans plus tard le 16 février 1988, devant chez lui en présence de Chandrika et de leurs deux enfants, alors âgés de cinq et sept ans. L'assaillant appartenait au groupe marxiste Janatha Vimukthi Peramuna.
Leur fille, Yasodhara Kumaratunga, née en 1980 et éduquée au Corpus Christi College de l'Université de Cambridge et à la St George's Medical School, de l'Université de Londres est devenue médecin. Elle se mariera avec Roger Walker, médecin consultant de Dorset. 
Leur fils, Vimukthi Kumaratunga né en 1982 et éduqué à l'université de Bristol, est devenu vétérinaire.

## Carrière politique

### Ascension politique
Après l'assassinat de son mari Chandrika Kumaratunga se réfugie durant deux ans à Londres. De retour au pays, elle s'engage en politique. Elle est élue ministre en chef de la province du Sud-Ouest.

### Première ministre du Sri Lanka
Chandrika Kumaratunga est nommée Première ministre à l'issue des élections législatives d'août 1994.

### Présidente du Sri Lanka
Chandrika Kumaratunga est élue présidente en 1994 avec 62,2 % des suffrages, devenant la première femme à accéder à cette fonction.  Elle est réélue, le 21 décembre 1999 pour un nouveau mandat de six ans en recueillant 51,12 % des voix contre 42,76 % à Ranil Wickremesinga du Parti national unifié (UNP), et onze autres candidats. En 2005, le Premier ministre Mahinda Rajapakse, lui succède en remportant   l'élection présidentielle de 2005 avec 50,33 % des voix.

### Après la présidence
Lors de l'élection présidentielle du 27 janvier 2010, Chandrika Kumaratunga apporte son soutien, trois jours avant l'élection, au candidat de l'opposition, le général Sarath Fonseka, qui est battu.

## Distinctions

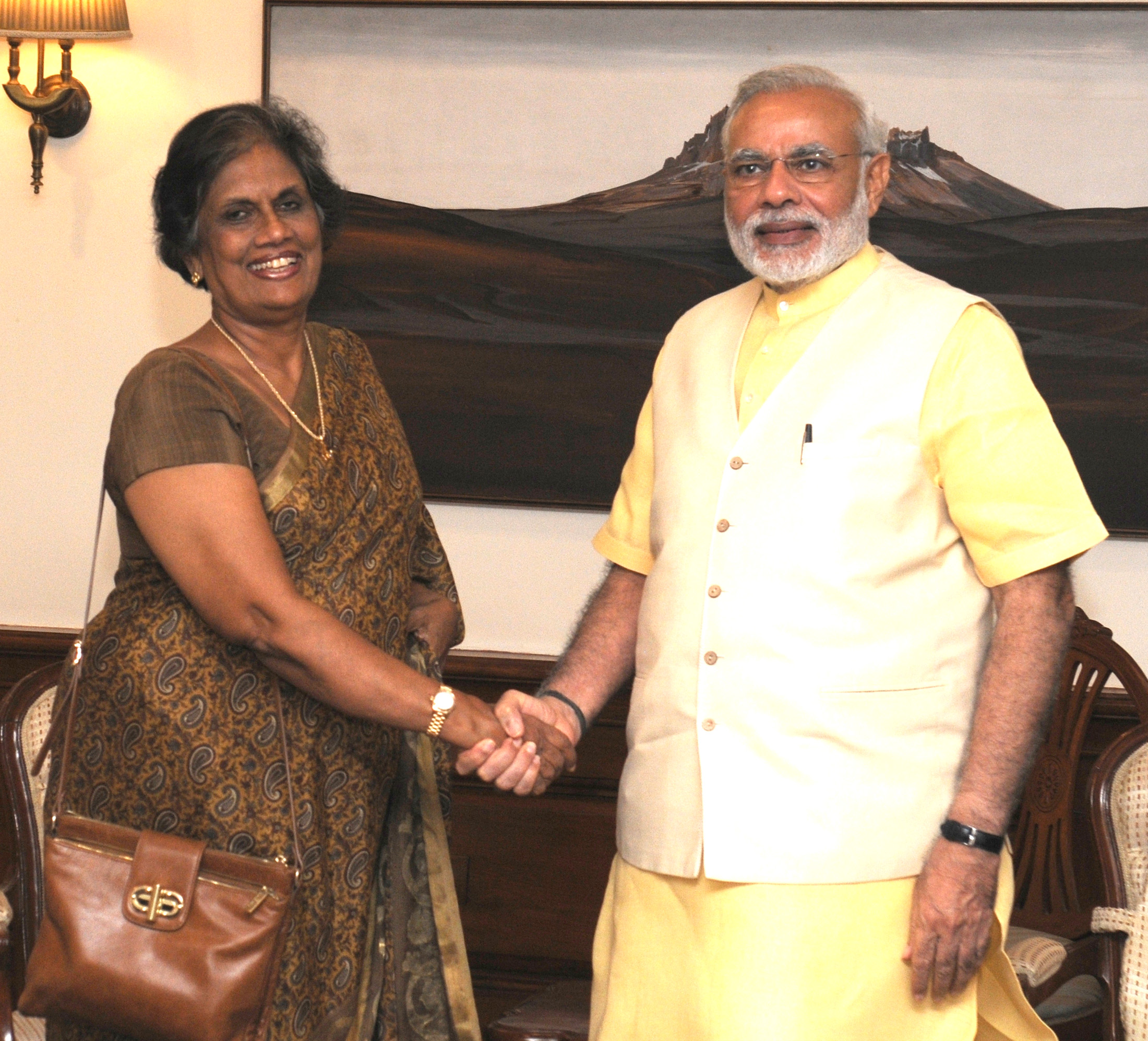
Avec Narendra Modi en 2015 à New Delhi.

### Décorations
- Commandeur de la Légion d'honneur délivré par l'ambassadeur de France au Sri Lanka et Maldives, Jean-Marin Schuh, le 16 septembre 2018[4].